# Fatalizm
Fatalizm – wiara w przeznaczenie, tzn. w nieuchronność przyszłości. Pogląd ten mówi, że przyszłość i wydarzenia, które dopiero się mają wydarzyć, są już ustalone (lub można uważać za ustalone) przez siły wyższe i nie mogą być zmienione przez żadne działania pojedynczego człowieka lub całej ludzkości (które w najlepszym razie się w "przyszłe" przeznaczenie wpisują jako jego przyczyna). Ludzkie decyzje i zamierzenia są w tym poglądzie także częścią przeznaczenia i są nieuniknione.
Fatalizm w różnych odmianach stanowi część wielu religii (m.in. pewnych szkół islamu i protestantyzmu, a także licznych religii politeistycznych: występował m.in. u starożytnych Greków i Rzymian); stosowano materialne wyobrażenia losu (np. zapisana księga, snucie nici, naradzanie się bogów). Fatalizm podzielała część stoików; teorie chrześcijańskie skłaniające się ku predestynacji zostały w filozofii scholastycznej określone jako "argument lenia".
Radykalną postacią wiary w przeznaczenie jest wiara w nieuchronność losu, jaki ma spotkać człowieka i który, jako siła wyższa i niezależna (brak wpływu ludzkiego), determinuje życie człowieka i jego ostateczny wynik choćby wbrew woli. Tzw. fatum (zły los) jest, w ogólności, osnową konfliktu tragicznego i tragedii.
Przeciwieństwem tak pojętego fatalizmu jest wiara w wolną wolę.
Fatalizm nie jest tożsamy z wiarą w determinizm (w jego powszechnym rozumieniu, symbolizowanym przez demona Laplace’a i efekt domina, tzn. jako determinizm nomologiczny). W najogólniejszej swej formie nie wypowiada się bowiem o istnieniu zależności przyczynowo-skutkowych lub ich braku. Można go ewentualnie uznać za determinizm logiczny lub teologiczny.